# Summertime (canção de Beyoncé)
"Summertime" é uma canção da cantora de R&B/pop Beyoncé com a participação do rapper P. Diddy, lançando como segundo e final single para promover o filme The Fighting Temptations (Resistindo a Tentações) 2003. O single não tem a participação de P. Diddy no filme, mas é parte oficial da trilha sonora. Primeiramente, a canção apareceu como o lado B do single "Crazy in Love". A canção fala basicamente sobre o romance entre os protagonistas do filme, interpretados por Cuba Gooding Jr. e Beyoncé.
Foi lançado sete dias após o terceiro single do álbum Dangerously in Love, "Me, Myself and I" e conseguiu apenas a 35ª posição na Billboard. A canção faz parte do Dangerously in Love Tour.

## Faixas e formatos
- Estados Unidos 12" Vinyl Single[1]

1. "Summertime" (Album Version com P. Diddy) – 3:53
2. "Summertime" (Album Version Instrumental) - 3:34
3. "Summertime" (A Capella com P.Diddy) - 2:59
4. "Summertime" (Remix com Ghostface Killah) - 4:04
5. "Summertime" (Remix Instrumental) - 3:34
6. "Summertime" (A Capella com Ghostface Killah) - 3:08

## Desempenho

### Posições
| Tabelas musicais (2003-2004)           | Melhor posição               |
| Versão original com P. Diddy           | Versão original com P. Diddy |
| -------------------------------------- | ---------------------------- |
| Estados Unidos - Hot R&B/Hip-Hop Songs | 35                           |
| Remix com Ghostface Killah             |                              |
| Estados Unidos - Hot R&B/Hip-Hop Songs | 51                           |